# Leckmeldeanlage
Eine Leckmeldeanlage ist ein Überwachungssystem, das Bauwerksabdichtungen und Dachabdichtungen auf Dichtigkeit kontrolliert.
Eine Leckmeldeanlage ist durch folgende Merkmale gekennzeichnet:
- vollflächige Überwachung der Abdichtung
- permanente Überwachung der Abdichtung
- automatische Erkennung von Leckagen
- automatische Lokalisierung von Leckagen
- automatische Alarmierung im Schadensfall
- automatische Erkennung und Signalisierung von Störungen

Der Einsatz von Leckmeldeanlagen ermöglicht im Rahmen eines nachhaltigen Gebäude-Managements einen aktiven Umgang mit den Problemen und den Folgen undichter Bauwerksabdichtungen, denn
- der Nachweis der Dichtheit der Bauwerksabdichtung ist jederzeit möglich.
- die Beseitigung von Dichtungsschäden wird zu einem einfachen Routineproblem im Rahmen der planmäßigen Bauwerksinstandhaltung, da Schäden frühzeitig erkannt werden und ohne teure Sucharbeiten beseitigt werden können.
- Folgeschäden an der Bausubstanz werden weitgehend vermieden, ebenso wie Störungen der Betriebsabläufe
- insgesamt wird ein aktiver Beitrag zum Werterhalt des Gebäudes sowie zur Senkung der Betriebs- und Instandhaltungskosten des Gebäudes geleistet.

Leckmeldeanlagen für Bauwerksabdichtungen und Dachabdichtungen bauen auf dem sogenannten elektroresistiven Messverfahren auf. Dieses Verfahren nutzt das elektrisch unterschiedliche Verhalten von Dichtungswerkstoffen und Leckageflüssigkeiten für die messtechnische Erkennung und Ortung von Leckagen.

## Technischer Aufbau
Leckmeldeanlagen bestehen in der Regel aus folgenden funktionalen Einheiten:
1. Sensorsystem mit Flächensensor, Messelektroden und Gegenelektroden
2. Sternverteiler
3. Mess- und Auswerteeinheit
4. Handterminal

## Einbau von Leckmeldeanlagen
Leckmeldeanlagen werden bei der Herstellung der Abdichtung in das Abdichtungssystem integriert. Grundlage der Verlegung bildet ein sogenannter objektspezifischer Verlegeplan, der unter Berücksichtigung der baulichen Gegebenheiten sowie unter Berücksichtigung des geplanten Bauablaufs vor Beginn der Abdichtungsarbeiten erstellt wird. Der objektspezifische Verlegeplan enthält Angaben über die Einbauposition der Messsensoren sowie Angaben über die Einführungspunkte der Sensorleitungen in das Gebäude. Um eine verwechslungsfreie Zuordnung der Sensorketten auf der Baustelle sicherzustellen, verfügen die Sensorketten über das gleiche Kennzeichnungssystem wie im Verlegeplan. Die Ketten werden einbaufertig konfektioniert auf die Baustelle geliefert.
Der Einbau der Leckmeldeanlage in die Abdichtung geschieht in folgenden Arbeitsschritten:
- Markieren von Anfangs- und Endpunkten sowie ggfs. Wendepunkten der Sensorketten auf der Wärmedämmung entsprechend den Vorgaben des Verlegeplans
- Auslegen der Sensorketten auf der Wärmedämmung entsprechend den vorgenommenen Markierungen und Einführung der Anschlussleitung in das Gebäude
- Fixierung der Sensorketten gegen unbeabsichtigtes Verrutschen
- Auslegen des Sensorvlieses

Danach erfolgt die Verlegung der Abdichtung. Um eine fehlerfreie Funktion der Leckmeldeanlagen sicherzustellen, werden die Sensorketten vor, während und nach der Installation mit Hilfe des Handterminals auf Funktion überprüft. Der Prüfstatus der Sensoren wird dabei elektronisch protokolliert. Eventuelle Fehlfunktionen werden unmittelbar angezeigt und ermöglichen so eine zielgerichtete Reparatur beschädigter Ketten oder Module.
Das Handterminal kann auch für sogenannte Einbaukontrollmessungen eingesetzt werden. Dies ist insbesondere dann hilfreich, wenn fertiggestellte Abdichtungsflächen bereits vor der endgültigen Inbetriebnahme der Leckmeldeanlage z. B. im Rahmen der Baumaßnahme vor dem Aufbringen einer Begrünung auf Dichtheit überprüft werden sollen. Voraussetzung für die Durchführung einer Einbaukontrollmessung ist, dass die Gegenelektroden auf der zu überprüfenden Abdichtung installiert sind und dass die Dichtungsfläche vollständig nass ist.